# Ravenszkavölgy
Ravenszkavölgy románul: Valea Ravensca, falu Romániában, a Bánságban, Krassó-Szörény megyében.

## Fekvése
Szikesfalu (Sichevița) közelében fekvő település.

## Története
Ravenszkavölgy románul: Valea Ravensca, korábban Szikesfalu (Sichevița) része volt.
1910-ben 494 román lakosa volt. 1956-ban vált külön településsé, ekkor 228 lakost számoltak itt össze.    
1966-ban 165, 1977-ben 125 román lakosa volt.
Az 1992-es népszámláláskor 43 lakosából 42 román volt.